# Bíluky
Bíluky (německy Biluk) jsou malá vesnice, část města Měčín v okrese Klatovy v Plzeňském kraji. Nachází se asi dva kilometry jihovýchodně od Měčína. Prochází zde silnice II/182. Je zde evidováno 46 adres. V roce 2011 zde trvale žilo 83 obyvatel.
Bíluky jsou také název katastrálního území o rozloze 2,79 km².

## Historie
První písemná zmínka o vesnici je z roku 1373.

## Obyvatelstvo
| Rok            | 1869 | 1880 | 1890 | 1900 | 1910 | 1921 | 1930 | 1950 | 1961 | 1970 | 1980 | 1991 | 2001 | 2011 | 2021 |
| -------------- | ---- | ---- | ---- | ---- | ---- | ---- | ---- | ---- | ---- | ---- | ---- | ---- | ---- | ---- | ---- |
| Počet obyvatel | 228  | 246  | 264  | 256  | 254  | 250  | 250  | 191  | 187  | 140  | 128  | 95   | 77   | 83   | 80   |
| Počet domů     | 35   | 38   | 40   | 41   | 43   | 45   | 45   | 48   | 45   | 38   | 40   | 41   | 41   | 45   | 44   |

## Obecní správa
Při sčítání lidu v letech 1869–1950 Bíluky byly samostatnou obcí v okrese Přeštice. Od roku 1961 jsou částí města Měčín v okrese Klatovy.

## Spolky
- Sbor dobrovolných hasičů

## Pamětihodnosti
- kaple svatého Jana Křtitele z roku 1874